# Papa Martino IV
Martino IV, nato Simon de Brion (Andrezel, 1210 circa – Perugia, 28 marzo 1285), è stato il 189º papa della Chiesa cattolica dal 1281 alla sua morte.

## Biografia
Simon de Brion era nato in Francia, nel Castello di Mainpincien (Andrezel, nella regione detta Brie), attorno al 1210, figlio di Jean de Brion, grand maire della signoria di Donnemarie-Dontilly, e di sua madre Alberta de Pelozi. I suoi fratelli Gilles e Guillaume avevano ricoperto importanti incarichi sotto il regno di Luigi IX.

### Carriera ecclesiastica
Fu, per un breve periodo, semplice prete a Rouen; quindi divenne canonico e tesoriere presso la chiesa di St. Martin a Tours. Nel 1260 fu nominato da Luigi IX guardasigilli, cioè Cancelliere di Francia. Nel concistoro del 17 dicembre 1261 venne creato cardinale prete, col titolo di Santa Cecilia, da papa Urbano IV.
Ebbe l'incarico di legato per Urbano IV e per il suo successore Clemente IV nei negoziati per l'assunzione della corona di Sicilia da parte di Carlo d'Angiò, al quale fu sempre profondamente legato dal punto di vista politico e personale. Successivamente, Gregorio X lo inviò nuovamente come legato in Francia, per condannare gli abusi della Chiesa cattolica in quella nazione: qui indisse, a tale scopo, diversi sinodi riformatori, il più importante dei quali fu quello che si svolse a Bourges nel settembre 1276.

#### Conclavi
Come cardinale Simon de Brion partecipò a tre conclavi:
- Conclave del 1264-1265, che elesse papa Clemente IV
- Conclave del 1268-1271, che elesse papa Gregorio X
- Conclave del 1277, che elesse papa Niccolò III

mentre mancò i tre conclavi del 1276:
- Conclave del gennaio 1276, che elesse papa Innocenzo V
- Conclave del luglio 1276, che elesse papa Adriano V
- Conclave del settembre 1276, che elesse papa Giovanni XXI

### L'elezione al Soglio
Sei mesi dopo la morte di Niccolò III, avvenuta nel 1280, re Carlo d'Angiò intervenne indirettamente nel conclave di Viterbo, facendo imprigionare dai viterbesi i due più influenti cardinali italiani, antagonisti della fazione francese, accusati di comportamenti illeciti nel conclave. Simon de Brion, il 22 febbraio 1281, fu così eletto papa all'unanimità.
Subito dopo l'elezione, per conferirle piena legittimità giuridica, scagliò l'interdetto sulla città di Viterbo a causa dei tumulti e dell'arresto dei due cardinali durante il conclave. A Roma però il popolo e la maggior parte del clero non erano assolutamente inclini ad accettare un francese come papa: così Martino fu nominato a Orvieto il 23 marzo 1281 e si stabilì successivamente a Perugia.
Simon prese il nome pontificale di "Martino IV": in realtà, dopo papa Martino I, fu il secondo pontefice a scegliere quel nome, ma dovette la sua numerazione al fatto che i papi Marino I e Marino II furono conteggiati come "Martino II" e "Martino III", dato che erroneamente il nome Marino era ritenuto una variante di Martino.

### Il pontificato
Descritto come uomo molto pio e intelligente, subì il peso della sudditanza al re Carlo d'Angiò, che lo aveva fatto eleggere e del quale si sentiva comunque debitore. A lui conferì la carica di Senatore di Roma (cioè governatore della città), che legittimava ulteriormente il re a influenzare la politica papale. Seguendo gli interessi di Carlo d'Angiò, fortemente ostile all'impero bizantino, e nonostante i pacifici segni che gli erano giunti dalla chiesa ortodossa, Martino IV decise di scomunicare l'imperatore Michele Paleologo. La scomunica portò alla rottura con la chiesa ortodossa, nonostante la conciliazione che si era attuata nel secondo concilio di Lione del 1274.
Il 1282 può essere considerato un annus horribilis per Martino IV. Egli inviò un agguerrito esercito di francesi contro la città di Forlì, rimasta forse l'ultima roccaforte ghibellina nello Stato Pontificio. I francesi, dopo aver a lungo assediato la città, furono infine pesantemente sconfitti nella Battaglia di Forlì anche grazie all'abilità strategica di Guido da Montefeltro, allora a capo delle milizie forlivesi, e del suo consigliere, l'astronomo Guido Bonatti. L'episodio fu immortalato da Dante Alighieri.
Nello stesso anno Carlo d'Angiò, Re di Sicilia, venne rovesciato dalla celebre rivolta nota come Vespri Siciliani. Cacciati i francesi, i siciliani elessero Pietro III d'Aragona come loro re, ma Martino IV usò ogni risorsa materiale e spirituale a sua disposizione contro di lui, cercando di conservare la Sicilia alla Francia: scomunicò Pietro III, dichiarò sciolto il suo Regno di Aragona e indisse una crociata contro di lui, ma ogni sua decisione non ebbe alcun effetto pratico e Carlo perse definitivamente la Sicilia.
Martino IV morì a Perugia il 28 marzo 1285 e venne sepolto nella cattedrale della città umbra.

#### Concistori per la creazione di nuovi cardinali
Papa Martino IV durante il suo pontificato ha creato 7 cardinali nel corso di un solo concistoro.

## Martino IV nella letteratura
Dante lo ricorda nel canto XXIV del Purgatorio: lo pone nella sesta cornice, tra le anime dei golosi, a causa della sua famosa passione per le anguille del lago di Bolsena ed il vino di Vernaccia:
(Dante Alighieri, Divina commedia, Purg., XXIV, 22-24)

## Genealogia episcopale e successione apostolica
La genealogia episcopale è:
- Cardinale Latino Malabranca Orsini, O.P.
- Papa Martino IV

La successione apostolica è:
- Vescovo Alan de Saint Edmund (1282)